# Hardin, Illinois
Hardin är administrativ huvudort i Calhoun County i den amerikanska delstaten Illinois. Hardin utsågs till countyhuvudort år 1847. Först hette orten Terry's Landing och sedan Child's Landing innan namnbytet till Hardin.